# Programma statistico nazionale
Il Programma Statistico Nazionale (PSN) è l'atto normativo che stabilisce le rilevazioni statistiche di interesse pubblico, affidandole al SISTAN. 
Il COMSTAT (Comitato di indirizzo e coordinamento dell'informazione statistica), organo di governo del Sistema statistico nazionale, delibera il PSN predisponendone le Linee guida per l'intero triennio. Infatti la durata del PSN è triennale, ma viene aggiornato annualmente. 
Attualmente è in vigore il PSN 2020-2022.